# Branimir Vujević
Branimir Vujević est un rameur croate né le 29 novembre 1974 à Zadar.

## Biographie
En 2000 à Sydney, il fait partie du huit croate médaillé de bronze olympique. 

## Palmarès

### Jeux olympiques
- Jeux olympiques d'été de 2000 à Sydney
  -  Médaille de bronze en huit

### Championnats du monde
- Championnats du monde d'aviron 2001 à Lucerne
  -  Médaille d'argent en huit